# Верхолузье (сельское поселение)
Верхолузье — упразднённые административно-территориальная единица (административная территория село с подчинённой ему территорией) и муниципальное образование (сельское поселение с полным официальным наименованием муниципальное образование сельского поселения «Верхолузье») в муниципальном районе Прилузском Республики Коми Российской Федерации.
Административный центр — село Верхолузье.

## История
Статус и границы административной территории были установлены Законом Республики Коми от 6 марта 2006 года № 13-РЗ «Об административно-территориальном устройстве Республики Коми».
Статус и границы сельского поселения установлены Законом Республики Коми от 6 марта 2006 года № 13-РЗ «Об административно-территориальном устройстве Республики Коми».
Законом Республики Коми от 6 мая 2016 года № 41-РЗ были объединены административные территории и одноимённые сельские поселения Ваймес, Верхолузье и Ношуль во вновь образованные административную территорию и одноимённое сельское поселение Ношуль.

## Население
| 2010 | 2011 | 2012 | 2013 | 2014 | 2015 | 2016 |
| ---- | ---- | ---- | ---- | ---- | ---- | ---- |
| 249  | ↘248 | ↘218 | ↘208 | ↘200 | ↘192 | ↘185 |

## Состав
Состав административной территории и сельского поселения (до 2016 года):
| № | Населённый пункт | Тип населённого пункта       | Население |
| - | ---------------- | ---------------------------- | --------- |
| 1 | Верхолузье       | село, административный центр | 122       |
| 2 | Оньмесь          | деревня                      | 126       |
| 3 | Чернушка         | деревня                      | 1         |